# Kasper Björkqvist
Kasper Björkqvist, född 10 juli 1997 i Esbo, är en finländsk professionell ishockeyforward som säsongen 2023/2024 spelar för finländska Kärpät i FM-ligan.

## Hockeykarriär
Björkqvist är fostrad i Espoon Palloseura från hemstaden Esbo, säsongen 2011/2012 flyttade han till Espoo Blues med vilka han blev finsk mästare i C-juniorernas FM-liga.
Säsongen 2015/2016 belönades Björkvist med priset som A-juniorernas FM-ligas bästa spelare och slutade på delad fjärde plats i grundseriens målbörs. Efter säsongens slut draftades Björkqvist av Pittsburgh Penguins i andra omgången av 2016 års NHL-draft som 61:a spelare totalt.
Säsongen 2016/2017 flyttade Björkvist till Nordamerika för spel med Providence Friars i National Collegiate Athletic Association (NCAA).
Efter sin tredje säsong med Providence Friars skrev Björkqvist den 15 maj 2019 ett tvåårigt ingångskontrakt med Penguins. Pittsburgh Penguins lät Björkqvist spela med farmarlaget Wilkes-Barre/Scranton Penguins i AHL, en axelskada avslutade Björkvists säsong efter sex spelade matcher.
Under den av covid-19-pandemin försenade säsongen 2020/2021 valde Björkqvist att stanna i Finland och skrev den 24 augusti 2020 på ett lånekontrakt för FM-liga-klubben KooKoo. Tiden i FM-ligan var produktiv, Björkvist vann grundseriens poängbörs för nykomlingar med 26 poäng på 44 matcher, han belönades med utmärkelsen som årets nykomling. Efter KooKoos slutspelsförlust återvände han till AHL och gjorde där 1 mål under 5 grundseriematcher.
Som "restricted free agent" hos Penguins, skrevs Björkqvist avtal om till ett ettårigt tvåvägskontrakt den 25 juli 2021. Säsongen 2021/2022, efter att ha startat säsongen i American Hockey League, återkallades Björkqvist av Pittsburgh. Han gjorde NHL-debut den 2 januari 2022 i en match mot San Jose Sharks som Pittsburgh Penguins vann med 8-5. Björkvist gjorde mål i sin debut och det kom att bli hans enda poäng i NHL den säsongen under totalt sex spelade matcher.
Inför säsongen 2022/2023 valde Björkqvist att återvända till Finland och skrev den 28 juni 2022 ett tvåårskontrakt med Kärpät i FM-ligan.
Kasper Björkvist var sommarpratare i Yle Vega den 5 juli 2023 och pratade om ångesten över att en skada kan krossa karriären som ishockeyproffs.

## Statistik
| 2016–2017   | Providence Friars              | NCAA        | 30  | 3  | 6  | 9  | 8  | — | — | — | — | — |
| 2017–2018   | Providence Friars              | NCAA        | 40  | 16 | 7  | 23 | 16 | — | — | — | — | — |
| 2018–2019   | Providence Friars              | NCAA        | 42  | 17 | 13 | 30 | 20 | — | — | — | — | — |
| 2019–2020   | Wilkes-Barre/Scranton Penguins | AHL         | 6   | 1  | 0  | 1  | 2  | — | — | — | — | — |
| 2020–2021   | Kookoo                         | Liiga       | 44  | 11 | 15 | 26 | 36 | 2 | 0 | 0 | 0 | 0 |
|             | Wilkes-Barre/Scranton Penguins | AHL         | 5   | 1  | 0  | 1  | 7  | — | — | — | — | — |
| 2021–2022   | Pittsburgh Penguins            | NHL         | 1   | 1  | 0  | 1  | 0  | — | — | — | — | — |
|             | Wilkes-Barre/Scranton Penguins | AHL         | 17  | 2  | 1  | 3  | 8  | — | — | — | — | — |
| NHL totalt  | NHL totalt                     | NHL totalt  | 1   | 1  | 0  | 1  | 0  | — | — | — | — | — |
| AHL         | AHL                            | AHL         | 28  | 4  | 1  | 5  | 17 | — | — | — | — | — |
| NCAA totalt | NCAA totalt                    | NCAA totalt | 112 | 36 | 26 | 62 | 44 | — | — | — | — | — |

### Internationellt
| Källa: Uppdaterad: 2022-01-03 | Källa: Uppdaterad: 2022-01-03 | Källa: Uppdaterad: 2022-01-03 |         | Utv = Utvisningsminuter | Utv = Utvisningsminuter | Utv = Utvisningsminuter | Utv = Utvisningsminuter | Utv = Utvisningsminuter |
| År                            | Lag                           | Mästerskap                    | Matcher | Mål                     | Assists                 | Poäng                   | Utv                     |                         |
| ----------------------------- | ----------------------------- | ----------------------------- | ------- | ----------------------- | ----------------------- | ----------------------- | ----------------------- | ----------------------- |
| 2015                          | Finland                       | U18-VM                        | 7       | 0                       | 0                       | 0                       | 0                       |                         |
| 2015                          | Finland                       | Ivan Hlinka                   | 4       | 2                       | 0                       | 2                       | 2                       |                         |
| 2016                          | Finland                       | JVM                           | 7       | 1                       | 1                       | 2                       | 2                       |                         |
| 2017                          | Finland                       | JVM                           | 6       | 1                       | 1                       | 2                       | 5                       |                         |
| Junior totalt                 | Junior totalt                 | Junior totalt                 | 24      | 4                       | 2                       | 6                       | 9                       |                         |